# 剩餘有限群
在數學的群論中，一個群G稱為剩餘有限群，如果對G中每個非單位元g，都有一個群同態h從G到一個有限群，使得
{\displaystyle h(g)\neq 1}
剩餘有限群有數個等價定義：
- 對群中每個非單位元，有一個有限指數的正規子群不包括該元素。
- 群中所有有限指數的子群的交是平凡的。
- 群中所有有限指數的正規子群的交是平凡的。
- 這個群可以嵌入到一族有限群的直積中。

## 例子
剩餘有限群的例子有：有限群、自由群、有限生成冪零群、 polycyclic-by-finite群，有限生成線性群、3-流形的基本群。
剩餘有限群的子群是剩餘有限，剩餘有限群的直積是剩餘有限。任何剩餘有限群的逆極限也是剩餘有限。特別地，所有投射有限群都是剩餘有限群。

## 投射有限拓撲
用下列方式能使任何群G成為一個拓撲群：取G中全部有限指數的正規子群，為G的單位元e的開鄰域。如此得出的拓撲稱為G的投射有限拓撲（profinite topology）。一個群G是剩餘有限群，當且僅當G的投射有限拓撲是豪斯多夫的。

## 外部連結
- Magnus, Wilhelm.  (PDF). Bulletin of the American Mathematical Society. 1969, 75 (2): 305–316  [2013-08-26]. （原始内容存档 (PDF)于2017-08-14）.